# Cú sừng nhỏ
 Cú sừng nhỏ  hay  Cú sừng Magellan  (Bubo magellanicus) là một loài cú lớn thuộc Chi Dù dì, Họ Cú mèo thuộc Bộ Cú.. Trước kia nó thường được coi như là một phân loài của Cú sừng lớn (Bubo virginianus), nhưng bây giờ nó thường xuyên được phân loại như là một loài riêng biệt dựa trên sự khác biệt trong tiếng kêu, kích thước và di truyền giữa hai loài.

## Mô tả
Cú sừng nhỏ  có chiều dài khoảng 45 cm, với cân nặng một cá thể trống là 830 gram. Nó có đôi cánh rộng và một cái đầu lớn với hai túm lông kiểu " tai ". Bộ lông chủ yếu là màu nâu xám nhưng màu sắc là khá biến đổi. Các kích thước tiêu chuẩn: Cánh 318–356mm (con trống), 330–368mm (con mái), đuôi 180-209mm, mỏ 37-42mm.

## Phân bố và lối sống
Phạm vi phân bố kéo dài từ trung tâm Peru và miền tây Bolivia về phía nam qua Chile và phía tây Argentina đến tận Tierra del Fuego. Chúng phân bố trong nhiều môi trường sống khác nhau bao gồm các hệ sinh thái rừng thưa, cây bụi, đất nông nghiệp và đồng cỏ.
 Cú sừng nhỏ  săn trên vùng đất mở, chủ yếu là vào ban đêm. Động vật gặm nhấm chiếm hầu hết trong khẩu phần của chúng nhưng chúng cũng săn cả chim, bò sát và côn trùng.